# Boučský potok
Boučský potok je krátký horský potok, pravostranný přítok Hlubokého potoka v Krušných horách v okrese Sokolov v Karlovarském kraji. Délka toku měří 3 km.

## Průběh toku
Potok pramení v Krušných horách v nadmořské výšce okolo 695 metrů na severním svahu vrchu Kozí Hřbety (708 m), západně od vesnice Háj, části obce Jindřichovice. Nejprve teče jihozápadním směrem, který se mění na jižní. V hluboce zařízlém údolí obtéká vesnice Nové Domy a Boučí, mění směr na jihovýchodní a při okraji Velké podkrušnohorské výsypky se u silnice 210 vlévá zprava do Hlubokého potoka.